# Бахчисарайська вулиця (Київ)
Бахчисара́йська ву́лиця — вулиця у Святошинському районі міста Києва, місцевості Біличі, Святошин. Пролягає від Чорнобильської вулиці

## Історія
Вулиця виникла на початку XX століття під назвою Межигірська на території Святошинських дач. Пролягала від Північної вулиці (пізніше — від Радгоспного провулку) до кінця забудови (поблизу нинішньої вулиці Миколи Ушакова). Прилучалася Біличанська вулиця (нині — Чорнобильська)
Назву Спартаківська вулиця набула 1955 року, імовірно, на честь марксистської організації у Німеччині «Союз Спартака» початку XX століття. Діяльність спартаківців передувала створенню в грудні 1918 року Комуністичної партії Німеччини. 
Наприкінці 1980-х років у зв'язку з будівництвом багатоповерхових будинків житлового масиву Біличі стара забудова вулиці була знесена. У довіднику «Вулиці Києва» 1995 року вулицю було внесено до переліку зниклих. Однак фактично одна будівля (дошкільний навчальний заклад № 786 «Квіточка») зберегла поштову адресу: Спартаківська вулиця, 1а. Сама вулиця має вигляд звичайного внутрішньоквартального проїзду. 
У 2015 році Спартаківську вулицю знову включено до офіційного довідника «Вулиці міста Києва» та містобудівного кадастру.
18 січня 2024 року Київська міська рада перейменувала вулицю Спартаківську на вулицю Бахчисарайську на честь українського міста — Бахчисарай.